# Anders Bergman (ingenjör)
Anders Abelsson Bergman, född 26 juni 1898 i Österåkers församling, Stockholms län, död 13 februari 1999 i Råsunda församling, Solna kommun, var en svensk ingenjör och spårvägsdirektör.
Bergman avlade studentexamen vid Lundsbergs skola 1916 och utexaminerades från Kungliga Tekniska högskolan 1920. Han blev baningenjör vid Malmö stads spårvägar 1921, driftsingenjör där 1925, trafikchef vid Stockholms Läns Omnibus AB 1936 och var direktör vid Malmö stads spårvägar 1946–1964. Han var ordförande i Skånska Ingenjörsklubben 1953–1956. Bergman är gravsatt i minneslunden på Solna kyrkogård.